# أشهيرا
في ملحمة بيوولف الأنجلو ساكسونية، «أشهيرا» (بالإنجليزية القديمة: Æschere)‏ هو أكثر المستشارين الموثوقين لدى الملك هروثغار، قتلته أم جريندل في هجومها على هيرويت بعد قتل جريندل. يتكون اسمه من العناصر الجرمانية "Æsc" وهي "ash" والتي تعني «الرماد»، و"here" التي تعني «الجيش». يصف الملك هروثغار في السطر 1325 أشهيرا بأنه ذكي ويعرف الألغاز وعليه أيضاً واجب تفسير هذه الألغاز للمجتمع. من خلال قتل أشهيرا وقطع رأسه، يتسبب الحدث بالقلق داخل القصيدة وتسلط والدة جريندل في القصيدة حول الأشياء التي تتحدى التفسير البشري. يجد بيوولف ومحاربوه من الجيتس رأس أشهيرا مقطوع عند مدخل عرين والدة جريندل.